# Volgograd
Volgograd [vólgograd-] (rusko Волгогра́д, do 1925 Caricin, 1925–1961 Stalingrad) je rusko mesto ob reki Volgi, upravno središče Volgograjske oblasti. Leta 2008 je imel 983.893 prebivalcev. 
V mestu in okoli njega je med drugo svetovno vojno potekala znamenita bitka za Stalingrad. Za izjemne zasluge med vojno je bilo mesto odlikovano z nazivom mesto heroj.